# Експресија
Експресија најчешће указује на видљива стања или поједине знаке који одражавају унутрашње стање организма. Експресија је трансмисија психичких садржаја у спољашњи свет чиме се (мада су често површне) нарочито код одраслих, може тумачити неко њихово посебно психолошко стање као што је радост, туга, бол и сл. Код деце је експресија у већој корелацији са стварним унутрашњим догађањима у организму или психи детета.